# Ectropothecium shiragae
Ectropothecium shiragae là một loài Rêu trong họ Hypnaceae. Loài này được S. Okamura mô tả khoa học đầu tiên năm 1916.